# Elecciones municipales de 2019 en Arroyomolinos
Las elecciones municipales de 2019 se celebraron en Arroyomolinos el domingo 26 de mayo, de acuerdo con el Real Decreto de convocatoria de elecciones locales en España dispuesto el 1 de abril de 2019 y publicado en el Boletín Oficial del Estado el 2 de abril. Se eligieron los 21 concejales del pleno del Ayuntamiento de Arroyomolinos, a través de un sistema proporcional (método d'Hondt), con listas cerradas y un umbral electoral del 5 %.

## Resultados
El Partido Popular se proclamó vencedor de los comicios con 5 concejales, perdiendo dos respecto a los anteriores comicios. Ciudadanos fue la segunda fuerza al conseguir cuatro ediles, perdiendo uno, mientras el PSOE se mantuvo con tres escaños. Vecinos por Arroyomolinos, partido vecinal fundado por antiguos concejales socialistas entró por primera vez al consistorio con 3 ediles, al igual que Vox. Podemos obtuvieron dos actas y el Partido Independiente de Arroyomolinos (PIARR), partido vecinal fundado por antiguos concejales populares, perdió dos de sus anteriores tres concejales.
| Candidatura                            | Candidatura                                    | Candidato                       | Votos  | %                                       | Escaños                                 |
| -------------------------------------- | ---------------------------------------------- | ------------------------------- | ------ | --------------------------------------- | --------------------------------------- |
|                                        | Partido Popular (PP)                           | Ana Belén Millán Arroyo         | 3190   | 23,30                                   | 5                                       |
|                                        | Ciudadanos (Cs)                                | Andrés Martínez Blanes          | 2319   | 16,94                                   | 4                                       |
|                                        | Partido Socialista Obrero Español (PSOE)       | Pilar Sánchez Torres            | 2014   | 14,71                                   | 3                                       |
|                                        | Vecinos por Arroyomolinos                      | Juan Carlos García González     | 1958   | 14,30                                   | 3                                       |
|                                        | Vox                                            | Antonio Javier Cabello Llorente | 1781   | 13,01                                   | 3                                       |
|                                        | Podemos (Podemos)                              | Sergio Casas López              | 1214   | 8,89                                    | 2                                       |
|                                        | Partido Independiente de Arroyomolinos (PIArr) | Francisco Ferrero Benito        | 896    | 6,54                                    | 1                                       |
| Izquierda Unida-Madrid en Pie (IU-MeP) | Izquierda Unida-Madrid en Pie (IU-MeP)         | Enver Carlos Bermejo García     | 143    | 1,04                                    | 0                                       |
| Actúa-La Izquierda Hoy-Los Verdes      | Actúa-La Izquierda Hoy-Los Verdes              | María Dolores Campano Ríos      | 57     | 0,42                                    | 0                                       |
| Votos en blanco                        | Votos en blanco                                | Votos en blanco                 | 121    | 0,88                                    | n/a                                     |
| Votos válidos                          | Votos válidos                                  | Votos válidos                   | 13.572 | 100,00                                  | 21                                      |
| Votos nulos                            | Votos nulos                                    | Votos nulos                     | 61     | Participación: · \| \| 66,09 % \| 2,67% | Participación: · \| \| 66,09 % \| 2,67% |
| Votantes                               | Votantes                                       | Votantes                        | 13.752 | Participación: · \| \| 66,09 % \| 2,67% | Participación: · \| \| 66,09 % \| 2,67% |
| Electores                              | Electores                                      | Electores                       | 20.810 | Participación: · \| \| 66,09 % \| 2,67% | Participación: · \| \| 66,09 % \| 2,67% |
|                                        | 66,09 %                                        |                                 |        |                                         |                                         |

## Concejales electos
Relación de concejales electos:
| N.º | Nombre                                   | Lista | Lista                     |
| --- | ---------------------------------------- | ----- | ------------------------- |
| 1   | Ana Belén Millán Arroyo                  |       | PP                        |
| 2   | Andrés Martínez Blanes                   |       | Cs                        |
| 3   | Pilar Sánchez Torres                     |       | PSOE                      |
| 4   | Juan Carlos García González              |       | Vecinos por Arroyomolinos |
| 5   | Antonio Javier Cabello Llorente          |       | Vox                       |
| 6   | Andrés Navarro Morales                   |       | PP                        |
| 7   | Sergio Casas López                       |       | Podemos                   |
| 8   | Víctor Manuel García de la Rosa Carrasco |       | Cs                        |
| 9   | Luis Quiroga Toledo                      |       | PP                        |
| 10  | Pascual Jiménez del Castillo             |       | PSOE                      |
| 11  | María Begoña González Rodríguez          |       | Vecinos por Arroyomolinos |
| 12  | Francisco Ferrero Benito                 |       | PIArr                     |
| 13  | Gema Pilar Herrero Monroy                |       | Vox                       |
| 14  | Sara Benito Astudillo                    |       | PP                        |
| 15  | José Vicente Gil Suárez                  |       | Cs                        |
| 16  | Rosa Otero Hidalgo                       |       | PSOE                      |
| 17  | Vicente Ramírez Ruiz                     |       | Vecinos por Arroyomolinos |
| 18  | Julián Roque Jordán                      |       | PP                        |
| 19  | María Dolores Parra Ruiz                 |       | Podemos                   |
| 20  | Laureano Arrogante Higuera               |       | Vox                       |
| 21  | Encarnación Serna Corroto                |       | Cs                        |

Actualmente, el Pleno del Ayuntamiento de Arroyomolinos está compuesto por los siguientes concejales.
| N.º | Nombre                                   | Grupo Municipal | Grupo Municipal           |
| --- | ---------------------------------------- | --------------- | ------------------------- |
| 1   | Ana Belén Millán Arroyo                  |                 | PP                        |
| 2   | Andrés Martínez Blanes                   |                 | Cs                        |
| 3   | Pilar Sánchez Torres                     |                 | PSOE                      |
| 4   | Juan Carlos García González              |                 | Vecinos por Arroyomolinos |
| 5   | Antonio Javier Cabello Llorente          |                 | Vox                       |
| 6   | Andrés Navarro Morales                   |                 | PP                        |
| 7   | Sergio Casas López                       |                 | Podemos                   |
| 8   | Víctor Manuel García de la Rosa Carrasco |                 | Cs                        |
| 9   | Luis Quiroga Toledo                      |                 | PP                        |
| 10  | Pascual Jiménez del Castillo             |                 | PSOE                      |
| 11  | María Begoña González Rodríguez          |                 | Vecinos por Arroyomolinos |
| 12  | MªCristina Fernández Castaño             |                 | No adscrita               |
| 13  | Gema Pilar Herrero Monroy                |                 | Vox                       |
| 14  | Sara Benito Astudillo                    |                 | PP                        |
| 15  | José Vicente Gil Suárez                  |                 | Cs                        |
| 16  | Lailien Mencía Martín                    |                 | PSOE                      |
| 17  | Amelia Noguera Gutiérrez                 |                 | No adscrita               |
| 18  | Julián Roque Jordán                      |                 | PP                        |
| 19  | María Dolores Parra Ruiz                 |                 | No adscrita               |
| 20  | Laureano Arrogante Higuera               |                 | Vox                       |
| 21  | Encarnación Serna Corroto                |                 | Cs                        |